# 취소
취소(取消)란, 하자(瑕疵)있는 의사표시 또는 법률행위의 효력을 표의자 기타의 특정인이 소멸시키는 것을 말한다.
매매계약을 체결한 후 사기 또는 무능력을 이유로 매매를 취소하고 그 효력을 잃게 하는 것이 그 예이다. 취소할 수 있는 행위는 취소가 있을 때까지는 모든 사람은 그 행위를 효력이 있는 것으로서 취급하고 취소권자가 취소권을 포기하거나 또는 취소권이 소멸하면 그 행위는 효력을 상실하지 않는 것으로 확정하는 것이다. 이러한 점은 취소와 무효를 구별하는 뚜렷한 점이다. 취소를 할 수 있는 자는 제한능력자, 사기 또는 강박에 의한 의사표시를 한 자, 이들의 대리인 또는 승계인이다(140조). 취소의 방법은 당해 법률행위의 효과를 부인한다는 의사를 표시하면 되는 것이며 다른 특별한 형식은 필요 없다.

## 취소권자
취소할 수 있는 법률행위는 제한능력자, 착오로 인하거나 사기·강박에 의하여 의사표시를 한 자, 그의 대리인 또는 승계인만이 취소할 수 있다.(민법 140조, 법률행위의 취소권자)

## 취소권의 행사
판례에 따르면 “채권자취소권도 채권자가 채무자를 대위하여 행사하는 것이 가능하다.”

## 취소의 효과
취소의 효과는 그 행위가 처음부터 무효인 것으로 취급되는 것이다. 그러므로 예컨대 미성년자가 단독으로 그 소유물을 판 후에 이 매매행위를 취소했다고 하면 아직 물품을 인도하지 않은 때에는 이것을 건넬 필요가 없으며 혹 이미 물품을 인도한 후라면 그 반환을 청구할 수 있다. 물론 대금을 청구할 수는 없고 혹 수령한 후라면 이것을 반환해야 한다. 그러나 이 반환을 엄하게 다루어 이미 낭비한 후에도 반환을 하도록 한다면 제한능력자의 보호에 충분치 않으므로 민법은 제한능력자는 그 행위로 인하여 받은 이익이 현존하는 한도에서  책임이 있다고 하였다(제141조 단서).

### 제한능력자에 관한 특칙
제한능력자는 취소된 행위에 의하여 받은 이익이 현존하는 한도 내에서 반환 할 책임이 있다(제141조 단서). 그러므로 그 이익이 다른 형태로 남아 있으면 반환하여야 하지만, 이미 소비했거나 낭비하였더라도 그 이익이 현존하지 않는 것이면 반환할 의무가 없다. 다만, 제한능력자가 취득한 이익은 현존하는 것으로 추정하여야 하므로 제한능력 자가 현존이익이 없음을 적극적으로 증명해야 한다고 보는 것이 대한민국의 다수의 견해이다.
대법원 판례에 따르면 “미성년자가 신용카드발행인과 사이에 신용카드 이용계약을 체결하여 신용카드거래를 하다가 신용카드 이용계약을 취소하는 경우 미성년자는 그 행위로 인하여 받은 이익이 현존하는 한도에서 상환할 책임이 있는바, 신용카드 이용계약이 취소됨에도 불구하고 신용카드회원과 해당 가맹점 사이에 체결된 개별적인 매매계약은 특별한 사정이 없는 한 신용카드 이용계약취소와 무관하게 유효하게 존속한다 할 것이고, 신용카드발행인이 가맹점들에 대하여 그 신용카드사용대금을 지급한 것은 신용카드 이용계약과는 별개로 신용카드발행인과 가맹점 사이에 체결된 가맹점 계약에 따른 것으로서 유효하므로, 신용카드발행인의 가맹점에 대한 신용카드이용대금의 지급으로써 신용카드회원은 자신의 가맹점에 대한 매매대금 지급채무를 법률상 원인 없이 면제받는 이익을 얻었으며, 이러한 이익은 금전상의 이득으로서 특별한 사정이 없는 한 현존하는 것으로 추정된다.”

## 취소권의 소멸
취소할 수 있는 권리는 추인(追認)을 할 수 있는 날로부터 3년 내에 시효에 의해 소멸하고 법률행위를 한 날로부터 10년이 되면 소멸한다(제146조).

## 같이 보기
- 취하
- 무효
- 하자

## 참고 자료
- 이 문서에는 다음커뮤니케이션(현 카카오)에서 GFDL 또는 CC-SA 라이선스로 배포한 글로벌 세계대백과사전의 내용을 기초로 작성된 글이 포함되어 있습니다.